# Рено, Стефан
Стефан Рено (фр. Stéphane Renault; родился 1 марта 1968 года в г. Барфлер (Франция)) — французский бадминтонист.
Участник Олимпийских игр 1992 в одиночном разряде. В первом раунде уступил Томашу Мендреку из Чехословакии 0:2.

## Достижения
Чемпион Франции в одиночном разряде (1987), в парном разряде (1990, 1991).
Победитель Israel International в одиночном разряде (1990), в смешанном парном разряде (1990).